# Ozamiz
Ozamiz è una città componente delle Filippine, situata nella Provincia di Misamis Occidental, nella Regione del Mindanao Settentrionale.
Ozamiz è formata da 51 baranggay:
- 50th District (Pob.)
- Aguada (Pob.)
- Banadero (Pob.)
- Bacolod
- Bagakay
- Balintawak
- Baybay San Roque
- Baybay Santa Cruz
- Baybay Triunfo
- Bongbong
- Calabayan
- Capucao C.
- Capucao P.
- Carangan
- Carmen (Misamis Annex)
- Catadman-Manabay
- Cavinte

- Cogon
- Dalapang
- Diguan
- Dimaluna
- Doña Consuelo
- Embargo
- Gala
- Gango
- Gotokan Daku
- Gotokan Diot
- Guimad
- Guingona
- Kinuman Norte
- Kinuman Sur
- Labinay
- Labo
- Lam-an

- Liposong
- Litapan
- Malaubang
- Manaka
- Maningcol
- Mentering
- Molicay
- Pantaon
- Pulot
- San Antonio
- Sangay Daku
- Sangay Diot
- Sinuza
- Stimson Abordo (Montol)
- Tabid
- Tinago
- Trigos